# RN12 (Dschibuti)
Die RN12 ist eine Fernstraße in Dschibuti, die an der Ausfahrt der RN11 beginnt und an der Zufahrt zu der RN9 endet. Die untere Hälfte (zur RN9) ist als N12 gekennzeichnet. Die RN12 ist 15 Kilometer lang.